# Tobias Dürr (Schauspieler)
Tobias Dürr (* 30. Januar 1975 in Reutlingen) ist ein deutscher Schauspieler.

## Leben
1990 spielte er eine Gastrolle in der Serie Lindenstraße als Michael, ein jugendlicher Ausreißer. 2000 schloss er seine Ausbildung an der Stage School in Hamburg ab und ist seit 2006 Mitglied der Bremer shakespeare company. Von Dezember 2010 (Folge 1212) bis September 2011 (Folge 1372) spielte er in der ARD-Telenovela Sturm der Liebe die Rolle des Markus Zastrow.
Tobias Dürr lebt in Hamburg.

## Filmografie
- 1990: Lindenstraße (Fernsehserie, 3 Folgen)
- 1991: Pfarrerin Lenau (Folge 6: Konfirmanden)
- 1997: Einsatz Hamburg Süd (Fernsehserie, 1 Folge)
- 1998: Hüter der Haut (Kurzfilm)
- 2004: Hormoon (Kurzfilm)
- 2005: Abseits (Kurzfilm)
- 2006: Küstenwache (Fernsehserie, 1 Folge)
- 2007: Die Rosenheim-Cops (Fernsehserie, 1 Folge)
- 2008: 112 – Sie retten dein Leben (Fernsehserie, 1 Folge)
- 2010–2011: Sturm der Liebe (Fernsehserie, 160 Folgen)
- 2012: Morden in Norden (Fernsehserie, 1 Folge)
- 2013: Kripo Holstein – Mord und Meer (Fernsehserie, 1 Folge)